# Feliks Szyszka
Feliks Fryderyk Szyszka (ur. 1 czerwca 1916 w Kołomyi, zm. 17 maja 1942 w Brandesburton) – kapitan pilot Polskich Sił Powietrznych, dowódca dywizjonu 308.

## Życiorys
Syn Stefana i Marii, w 1935 roku uzyskał maturę w Korpusie Kadetów Nr 1 we Lwowie i wstąpił do Wojska Polskiego. W Szkole Podchorążych Piechoty w Różanie odbył kurs unitarny i w styczniu 1936 roku rozpoczął naukę w Szkole Podchorążych Lotnictwa w Dęblinie. Od maja do lipca 1938 roku odbywał przeszkolenie myśliwskie w Szkole Pilotażu w Grudziądzu. Na stopień podporucznika został mianowany ze starszeństwem z 15 października 1938 i 5. lokatą w korpusie oficerów lotnictwa, grupa liniowa.
Trafił na praktykę do 123. eskadry myśliwskiej, w jej składzie brał udział w osłanianiu polskich oddziałów zajmujących Zaolzie. W okresie od 16 listopada 1938 do 9 marca 1939 roku był oficerem technicznym 123. Eskadry.
Pod koniec sierpnia 1939 roku został włączony ze swą jednostką do IV/1 dywizjonu myśliwskiego, podlegającego Brygadzie Pościgowej. 1 września wystartował samolotem PZL P.7a do lotu bojowego na przechwycenie formacji Heinkli He 111. W czasie walki został zestrzelony i ratował się skokiem ze spadochronem. Doznał licznych poparzeń i ran od odłamków, ponadto podczas opadania na spadochronie został ostrzelany przez niemiecki myśliwiec i otrzymał jedenaście postrzałów, w tym sześć w prawą rękę. Zestrzelił go prawdopodobnie leutnant Albrecht Dress z jednostki sztabowej Jagdgeschwader 21. Udało mu się powrócić do macierzystej jednostki, gdzie uzyskał pomoc lekarską. Został przetransportowany do Wojskowego Instytutu Chirurgii Urazowej w Warszawie, skąd 9 września ewakuowano go do 152 Szpitala Wojennego w Rudce koło Mrozów. Został wzięty do niewoli, trafił na leczenie do Kriegsgefangenenlazarett w Krakowie.
8 stycznia 1940 roku udało mu się uciec ze szpitala, przez Słowację, Węgry i Włochy dotarł w marcu do Francji. Skierowano go do szpitala Val-de-Grâce w Paryżu na dalszą rekonwalescencję. 24 kwietnia trafił do stacji zbornej polskiego lotnictwa na lotnisku w Le Bourget. Na początku maja został przeniesiony do Centrum Wyszkolenia Lotnictwa w Lyonie, następnie otrzymał przydział do Polskiej Myśliwskiej Grupy Marszowej w Mions. Nie wziął udziału w walce, ewakuował się drogą morską do Afryki Północnej, a następnie do Wielkiej Brytanii.
Wstąpił do Polskich Sił Powietrznych, otrzymał numer służbowy RAF P-0507. 17 lipca trafił do bazy w Blackpool, następnie 12 września został przydzielony do nowo tworzonego dywizjonu 308. Przeszedł przeszkolenie w pilotażu brytyjskich myśliwców Hawker Hurricane oraz Supermarine Spitfire, w trakcie jednego z lotów treningowych był zmuszony lądować przymusowo na polu golfowym. 25 października, na skutek awarii instalacji paliwowej, również lądował przymusowo i uszkodził samolot Hurricane Mk I (nr V6914). Od czerwca 1941 roku brał w lotach bojowych nad Francję w ramach operacji Circus. 17 czerwca podczas patrolu w rejonie Boulogne-St. Omer jego Spitfire został ciężko uszkodzony, ale pilot zdołał go doprowadzić na macierzyste lotnisko.
Od 10 do 21 lipca 1941 roku tymczasowo pełnił funkcję dowódcy eskadry „B” dywizjonu 308, 14 listopada został jej dowódcą na stałe. 6 maja 1942 roku objął dowództwo nad dywizjonem 308. 17 maja poprowadził dywizjon na lot treningowy, w jego trakcie zderzył się z samolotem kpr. Witolda Knotta. Udało mu się wydostać z kabiny, jednak zderzył się ze spadającym samolotem i nie zdołał otworzyć spadochronu. Z dwoma pewnymi i jednym prawdopodobnym zwycięstwem został sklasyfikowany na 138. pozycji na Liście Bajana.
Został pochowany na cmentarzu kościelnym w Leconfield.

## Ordery i odznaczenia
W trakcie służby w Wojsku Polskim otrzymał odznaczenia:
- Krzyż Walecznych – trzykrotnie,
- Medal Lotniczy – dwukrotnie,
- Polowa Odznaka Pilota (nr 533),
- Odznaka za Rany i Kontuzje.

## Zwycięstwa powietrzne
- 7 lipca 1941 – prawdopodobne zestrzelenie Bf 109,
- 8 lipca 1941 – pewne zestrzelenie Bf 109,
- 14 sierpnia 1941 – pewne zestrzelenie Bf 109.